# Asediul Timișoarei (1552)
Asediul Timișoarei este un eveniment istoric militar petrecut în 1552 între Monarhia Habsburgică și Imperiul Otoman, finalizat prin victoria decisivă a otomanilor, urmată de ocuparea orașului Timișoara de otomani pentru 164 ani.

## Istoric

### Conflictele premergătoare
După ce Soliman Magnificul a ocupat Belgradul în 1521 și Ungaria a fost învinsă în Bătălia de la Mohács din 1526, Regatul Ungariei a fost împărțit în două părți. Partea de vest a țării a intrat sub stăpânirea împăratului Ferdinand I din Casa de Habsburg, în timp ce partea de est a fost stăpânită de nobilul maghiar Ioan Zápolya. Zápolya a solicitat ajutorul sultanului Soliman împotriva lui Ferdinand. După moartea lui Ioan Zápolya în 1540, i-a succedat fiul său de numai o lună, Ioan Sigismund Zápolya. 
Ferdinand a încercat în 1541 să ocupe Buda, capitala regatului, dar a fost învins de armata lui Soliman. Sultanul a ocupat Buda și l-a trimis pe tânărul rege maghiar împreună cu curtea sa la Lipova, iar în 1542 la Alba Iulia, care a devenit ulterior capitala Principatului Transilvania. Transilvania împreună cu alte „părți” (Partium) ale Regatului Ungariei, inclusiv Banatul, a format în 1541 un principat autonom sub suzeranitate turcească.
Ferdinand nu a renunțat însă la unificarea Regatului Ungariei sub stăpânirea sa. În vara anului 1551, Timișoara a ajuns din nou pe mâna suveranului de Habsburg, în urma acțiunii de „unificare” condusă de Gheorghe Martinuzzi. Losonci a preluat, în această perioadă, comanda cetății și a zonei aflate sub dominație creștină.
Dorind să recucerească Timișoara, în ziua de 17 octombrie 1551, turcii au început să sape tranșee în fața porții de nord a cetății și să instaleze tunuri grele. Garnizoana din Timișoara a fost somată să se predea, promițându-i-se libera ieșire din cetate. După ce Losoncius (Losonci), comandantul garnizoanei, a respins oferta, turcii au împresurat Timișoara din toate părțile. Insula Palaca Mică a fost cel mai puternic asediată, ceea ce i-a făcut pe asediați să dea foc caselor și să se pregătească de retragere. Generalul Bernardo de Aldana, cu 100 spanioli, a transportat alimentele și armamentul din insulă în cetate, a incendiat casele și a distrus podul care lega insula de oraș. Însă, spre bucuria asediaților, armata otomană s-a retras, pe neașteptate, de sub zidurile cetății Timișoara și s-a îndreptat spre cetatea Bečej.
Majoritatea izvoarelor explică ridicarea asediului la 16 noiembrie 1551 ca fiind datorată condițiilor meteorologice. Ploile abundente au produs inundații, iar frigul anunța o iarnă timpurie. Se pare că ordinul dat de marele vizir Rüstem Pașa pentru ridicarea asediului ar fi ținut cont, în primul rând, de unele manevre ale guvernatorului Transilvaniei, Gheorghe Martinuzzi, care a trimis la Poartă haraciul datorat. Printr-un firman, lui Mehmed Sokollu, beglerbegul Rumeliei, i s-au poruncit următoarele: „Din vilaietul Transilvaniei a sosit haraci și s-a acordat un ahidname (act, firman) imperial pentru a fi arătat la nevoie. De aceea, să te mulțumești cu ocuparea cetăților smulse până acum și să te întorci”.

### Asediul final
După plecarea generalului Aldana cu detașamentul său la Lipova, garnizoana cetății a rămas cu numai vreo 2500 soldați între care 300 cehi și boemi, 100 germani, 100 mercenari englezi sub comanda căpitanului Diego Mendoza, 100 grăniceri români conduși de nobili români din părțile Caransebeșului, câțiva unguri, iar restul, deci cea mai mare parte din trupe, mercenari spanioli sub conducerea lui Gaspardo Castelluvio. Losonci, comandantul cetății, a aprovizionat garnizoana cu alimentele necesare, a adus suficientă muniție.
La 22 aprilie 1552 o armată de 160.000 de oameni sub comanda lui Ahmed–pașa a plecat de la Adrianopol spre Timișoara. Avangarda trupelor turcești a ajuns sub zidurile Timișoarei la 24 iunie, iar la 28 iunie a venit, dinspre Belgrad, și grosul armatei în frunte cu beglerbegul Ahmed Ali. Oastea otomană era formată din aproximativ 30.000 de soldați, în timp ce apărătorii cetății erau doar 1900, dintre care 700 erau negustori. 
Artileria otomană a început să bombardeze violent cetatea la 27 iunie, producând multe spărturi mari în ziduri, în timp ce infanteria otomană a luat cetatea cu asalt la 3 și 6 iulie, fără vreun succes. În acest timp, o oaste maghiară condusă de Mihály Tóth a încercat să elibereze orașul aflat sub asediu, dar a fost înfrântă în bătălia de la Sânandrei. Scăderea apelor Timișului și a mlaștinilor, din cauza secetei din luna iulie, i-a favorizat pe asediatori. Între 20 și 25 iulie s-au dat bătălii mari și lupte decisive, iar comandantul orașului, Ștefan Losonci, a început negocieri cu otomanii, la presiunea negustorilor. Comandanții militari otomani au promis să părăsească cetatea, dacă apărătorii vor depune armele. Capitularea imperialilor a avut loc în 25 iulie 1552, dar otomanii au rupt armistițiul și i-au ucis pe toți apărătorii. Ștefan Losonci, care era rănit, a fost capturat la 27 iulie 1552 și decapitat, iar capul său, umplut cu pleavă, a fost trimis la Istanbul ca un „dar” oferit sultanului.

### Evoluția ulterioară
Cetatea Timișoarei, cucerită de turci și transformată în capitală de vilayet otoman (un beylerbeylik între anii 1552-1590 și un eyâlet între 1590-1716 cu patru sangeacuri), a rămas sub stăpânirea acestora în perioada 1552-1716, când a fost recucerită de trupele imperiale conduse de prințul Eugen de Savoia, care, imediat după capitulare, i-a liniștit pe beglerbegi, anunțându-i că nu va proceda ca și otomanii, în 1552, care, încălcându-și cuvântul, i-au măcelărit pe oștenii creștini ce capitulaseră.

## Legături externe
- Tiberiu Ciobanu. Cucerirea Timișoarei de către turci (Iulie 1552). Revista Agero
- Aniversare tristă pentru Timișoara: în 1552 s-a lăsat întunericul dominației otomane în Banat. Adevarul. 28 iulie 2012
- Istoria Timișoarei. Enciclopedia României